# Ahuatitla
Ahuatitla es una localidad mexicana, localizada en el municipio de San Felipe Orizatlán en el estado de Hidalgo.

## Toponimia
Del náhuatl Ahua-ti-tla, Ahua encino, terminación titla o ti-tlan: “Entre los encinos o abundancia de encinos”.

## Geografía
Se encuentra en la región geográfica de la Huasteca hidalguense; |a la localidad le corresponden las coordenadas geográficas 21° 09’ 57.287” de latitud norte y 98° 39’ 59.166” de longitud oeste, con una altitud de 217 m s. n. m. Cuenta con un clima semicálido húmedo con lluvias todo el año.
En cuanto a fisiografía se encuentra en la provincia del Sierra Madre Oriental, dentro de la subprovincia del Carso Huasteco; su terreno es de sierra. En lo que respecta a la hidrología se encuentra posicionado en la región del Pánuco, dentro de la cuenca el río Moctezuma, y en la subcuenca del río San Pedro.

## Demografía
En 2020 registró una población de 4137 personas, lo que corresponde al 10.75 % de la población municipal. De los cuales 1957 son hombres y 2180 son mujeres.
| Gráfica de evolución demográfica de Ahuatitla entre 1930 y 2020 |
|                                                                 |
| Población registrada por los censos y conteos del INEGI.        |